# Trolejbusy w Smoleńsku
Trolejbusy w Smoleńsku − system komunikacji trolejbusowej działający w rosyjskim mieście Smoleńsk.
Pierwszą linię trolejbusową w Smoleńsku uruchomiono 8 kwietnia 1991. Obecnie w mieście są dwie linie:
- 1: ОАО Шарм - ФГУП Смоленский полиграфический комбинат
- 2: ул. П. Алексеева – ЗАО Аркада

## Tabor
Obecnie w Smoleńsku jest 47 trolejbusów:
- ZiU-9 - 28 trolejbusy
- AKSM-100 - 14 trolejbusów
- TrolZa-5275.06 Optima	- 3 trolejbusy
- TrolZa-5265 Megapolis	 - 2 trolejbusy